# Ingebrigt Bjørø
Ingebrigt Bjørø (* 17. Juni 1879 in Austevoll, Hordaland; † 8. Februar 1944) war ein norwegischer Politiker sowie Gründer und erster Vorsitzender der Kristelig Folkeparti (KrF).

## Leben
Bjørø wurde nach dem Schulbesuch 1902 selbständiger Klempner in Os und engagierte sich dort später auch in der Kommunalpolitik als Mitglied des Gemeinderates. Daneben war er zeitweilig als Vorstandsvorsitzender der Sparbank von Os tätig und übernahm auch Ämter in kirchlichen Organisationen wie der Inneren Mission sowie der Evangelisk Orientmisjon.
In Reaktion auf die zunehmenden Säkularisierungstendenzen der 1920er und 30er Jahre gründete er 1933 die Kristelig Folkeparti (KrF). Den Anlass für die Parteigründung bildete der gescheiterte Versuch, Nils Lavik als Kandidaten der  liberalen Venstre-Partei im Wahlkreis Hordaland aufzustellen. Bjørø rief daraufhin in Bergen für den 4. September 1933 zur Gründung der KrF auf. Bei der Parlamentswahl am 16. Oktober 1933 erhielt Nils Lavik über 10.000 Wählerstimmen und wurde erster Stortingsabgeordneter seiner Partei.
Nach der Parteigründung wurde Bjørø erster Vorsitzender der KrF und übergab dieses Amt 1938 an Lavik.